# Anglesia Visconti
Anglesia o Eloisa Visconti (Milano, 1377 – Reggio nell'Emilia, 12 ottobre 1439) principessa milanese appartenente alla dinastia dei Visconti fu Regina consorte di Cipro e Gerusalemme e di Armenia, dal 1401 al 1408 circa.

## Biografia

### Infanzia

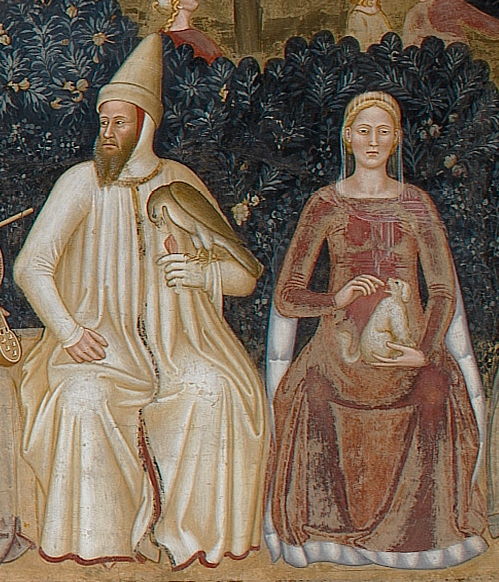
Bernabò Visconti e Beatrice della Scala, genitori di Anglesia

Secondo la Storia di Milano, Anglesia o Eloisa era la figlia ultimogenita di Bernabò Visconti, Signore di Bergamo, Brescia, Cremona, Soncino, Lonato e Valcamonica e, insieme ai fratelli Matteo II e Galeazzo II, co-Signore di Milano, e di Beatrice Regina della Scala, che secondo il Petri Azarii Chronicon era figlia di Mastino II della Scala, signore di Verona e Vicenza.

Bernabò Visconti, ancora secondo il Petri Azarii Chronicon era figlio del Signore di Arona, Stefano Visconti e di Valentina Doria, figlia di Bernabò Doria di Sassello e d'Eliana Fieschi di Lavagna, nipote di Branca Doria.
Il 6 maggio 1385 il padre Bernabò e due suoi fratelli, Ludovico e Rodolfo, erano stati catturati da Gian Galeazzo Visconti, che voleva per sé la signoria di Milano, e rinchiusi nel castello di Trezzo dove morirono

### Trattative matrimoniali

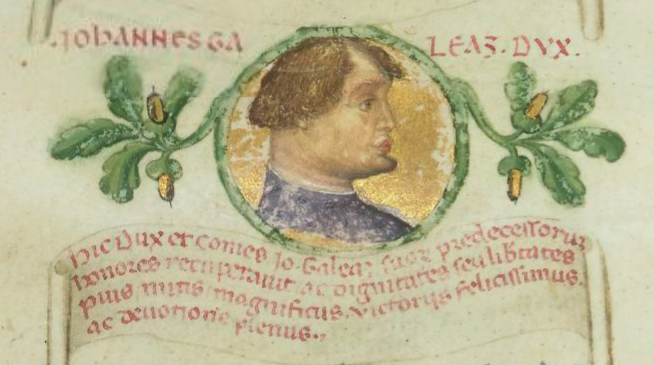
Ritratto di Gian Galeazzo Visconti

Nel febbraio 1393 si aprono le trattative matrimoniali con Federico VI di Hohenzollern, Burgravio di Norimberga, Margravio di Brandeburgo-Ansbach, Margravio di Brandeburgo-Kulmbach e futuro principe elettore di Brandeburgo; le trattative furono condotte da un suo parente, Uberteto Visconti, ma non andarono a buon fine. 
Andato a vuoto questo primo tentativo, suo cugino e cognato, Gian Galeazzo Visconti rivolse i propri interessi su Federico, pretendente Langravio di Turingia e mandò nel 1398 Paganino da Biassono a trattare un probabile matrimonio, ma anche questa trattativa non andò a buon fine.

### Matrimonio

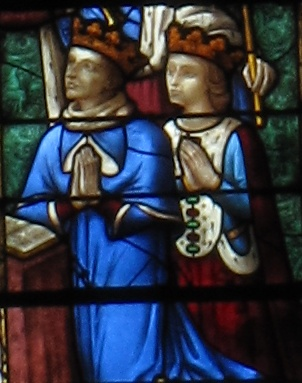
Giano di Lusignano, re di Cipro e di Gerusalemme in una vetrata della navata sud della Cattedrale di Chartres

La terza trattativa di matrimonio andò invece a buon fine e verso il 1401 Anglesia sposò il re di Cipro, re titolare di Gerusalemme e pretendente al trono armeno di Cilicia, Giano di Lusignano (1375-1432), che, secondo Les familles d'outre-mer, Giano era il figlio maschio primogenito del re di Cipro, re titolare di Gerusalemme, pretendente al trono armeno di Cilicia, Giacomo I (verso il 1334 – 1398) e della principessa appartenente alla dinastia dei Brunswick-Grubenhagen, Helvis o Helisia (1343-1422), primogenita e unica figlia femmina del duca Filippo di Brunswick-Grubenhagen (circa 1332 – 4 agosto 1369 o 1370), connestabile di Gerusalemme, e della prima moglie Helisia o Alice di Dampierre, figlia di Oddone di Dampierre e Isabella di Lusignano, citati da Les familles d'outre-mer e dalla Chroniques d'Amadi et de Strambaldi. T. 1. 
Il matrimonio viene confermato da due lettere della Histoire de l'île de Chypre sous le règne des princes de la maison de Lusignan, Volume 2:
- lettera datata 12 dicembre 1401, in cui Anglesia, senza essere nominata, viene citata come regina di Cipro e sorella di Caterina Visconti[9], duchessa di Milano (domina ducissa Mediolani, quae, non dubitamus, diligit sororem suam dominam reginam)[10],
- lettera, datata 1º maggio 1404, in cui viene citata assieme al marito, Giano col nome di Eloisa, come re e regina di Cipro (dominorum Jani et Eloysie, Dei gratia Cipri et Armenie regis et regine)[11].

Il matrimonio però non durò a lungo: Giano, nel 1407, ripudiò la moglie e chiese il divorzio (forse perché Anglesia non poteva più procreare) e lo otterrà nel 1409.
Dopo il divorzio da Anglesia o Eloisa, Giano, secondo Les familles d'outre-mer, sposò, in seconde nozze, il 9 agosto 1409, al castello di Melun, Carlotta di Borbone (1388 – 1422), figlia del Conte di La Marche, Giovanni di Borbone-La Marche e della Contessa di Vendôme e di Castres, Caterina di Vendôme; le nozze erano state celebrate per procura, come conferma la lettera delle Histoire de l'île de Chypre sous le règne des princes de la maison de Lusignan, Volume 2, datata 10 gennaio 1409; questo matrimonio non fu considerato valido per circa due anni, in quanto Anglesia si era opposta alla prima sentenza di divorzio.
Carlotta, come conferma anche la Chroniques d'Amadi et de Strambaldi. T. 1, arrivò a Cipro, nel 1411, e le nozze furono celebrate a Nicosia, nella Cattedrale di Santa Sofia.

### Ritorno in Lombardia

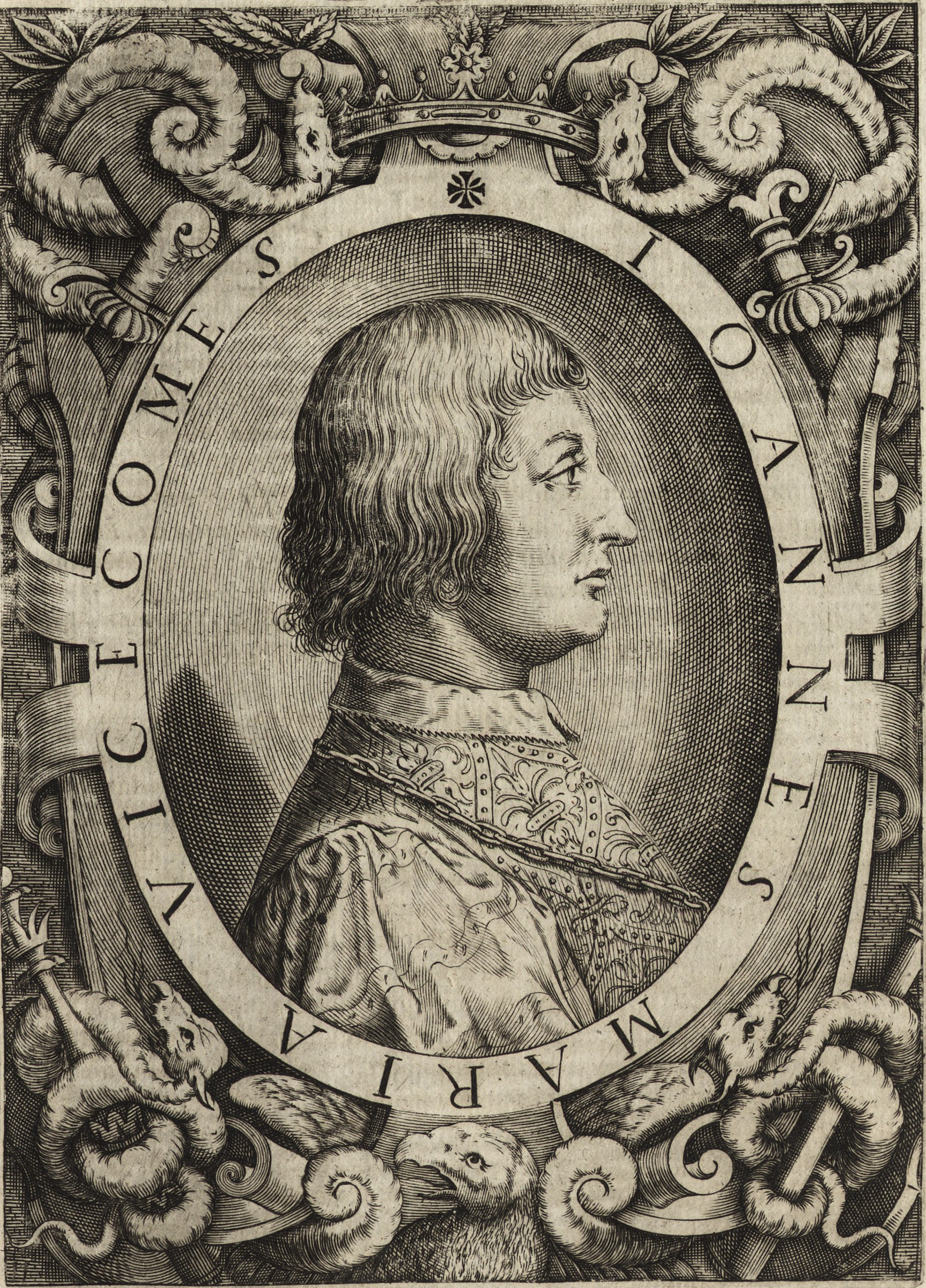
Giovanni Maria Visconti in una stampa d'epoca

Nel 1409 Anglesia ritornò in Lombardia, ma mantenne comunque il titolo di Regina di Cipro, dove però non fece più ritorno. 
Giovanni Maria Visconti, signore di Milano figlio di Gian Galeazzo, le assegnò dei beni per soddisfare le sue gravi carenze economiche. Beni che nel 1412 Filippo Maria Visconti le chiese di restituire ai monaci di Pavia.
Anglesia ricevette in eredità da sua sorella Lucia, morta a Londra nel 1424, alcuni beni.

### Morte
Anglesia, molto malata, andò a stare a Reggio Emilia dalla sorellastra Isotta, la quale era una figlia naturale di Bernabò e aveva sposato Carlo da Fogliano.
Fece nel giugno 1439 testamento lasciando quei beni ai fratellastri Isotta e Leonello, unici figli di Bernabò rimasti in vita e morì a Reggio Emilia il 12 ottobre di quello stesso anno.

## Ascendenza
|                        |                     |                       | Genitori                 |  |  | Nonni |  |  | Bisnonni          |  |  | Trisnonni         |  |
|                        |                     |                       |                          |  |  |       |  |  | Matteo I Visconti |  |  | Teobaldo Visconti |  |
|                        |                     |                       |                          |  |  |       |  |  | Matteo I Visconti |  |  | Teobaldo Visconti |  |
|                        |                     | Anastasia Pirovano    |                          |  |  |       |  |  | Matteo I Visconti |  |  |                   |  |
| Stefano Visconti       |                     |                       |                          |  |  |       |  |  | Matteo I Visconti |  |  |                   |  |
|                        |                     | Bonacossa Borri       | Squarcino Borri          |  |  |       |  |  |                   |  |  |                   |  |
|                        |                     | Bonacossa Borri       | Squarcino Borri          |  |  |       |  |  |                   |  |  |                   |  |
|                        |                     | Bonacossa Borri       | Antonia                  |  |  |       |  |  |                   |  |  |                   |  |
| Bernabò Visconti       |                     | Bonacossa Borri       |                          |  |  |       |  |  |                   |  |  |                   |  |
|                        |                     | Bernabò Doria         | …                        |  |  |       |  |  |                   |  |  |                   |  |
|                        |                     | Bernabò Doria         | …                        |  |  |       |  |  |                   |  |  |                   |  |
|                        |                     | Bernabò Doria         | …                        |  |  |       |  |  |                   |  |  |                   |  |
| Valentina Doria        |                     | Bernabò Doria         |                          |  |  |       |  |  |                   |  |  |                   |  |
|                        |                     | Eliana Fieschi        | …                        |  |  |       |  |  |                   |  |  |                   |  |
|                        |                     | Eliana Fieschi        | …                        |  |  |       |  |  |                   |  |  |                   |  |
|                        |                     | Eliana Fieschi        | …                        |  |  |       |  |  |                   |  |  |                   |  |
| Anglesia Visconti      |                     | Eliana Fieschi        |                          |  |  |       |  |  |                   |  |  |                   |  |
|                        | Alboino della Scala | Alberto I della Scala |                          |  |  |       |  |  |                   |  |  |                   |  |
|                        | Alboino della Scala | Alberto I della Scala |                          |  |  |       |  |  |                   |  |  |                   |  |
|                        | Alboino della Scala | Verde di Salizzole    |                          |  |  |       |  |  |                   |  |  |                   |  |
| Mastino II della Scala | Alboino della Scala |                       |                          |  |  |       |  |  |                   |  |  |                   |  |
|                        |                     | Beatrice da Correggio | Giberto III da Correggio |  |  |       |  |  |                   |  |  |                   |  |
|                        |                     | Beatrice da Correggio | Giberto III da Correggio |  |  |       |  |  |                   |  |  |                   |  |
|                        |                     | Beatrice da Correggio | Elena Malaspina          |  |  |       |  |  |                   |  |  |                   |  |
| Beatrice della Scala   |                     | Beatrice da Correggio |                          |  |  |       |  |  |                   |  |  |                   |  |
|                        |                     | Giacomo I da Carrara  | Marsilio                 |  |  |       |  |  |                   |  |  |                   |  |
|                        |                     | Giacomo I da Carrara  | Marsilio                 |  |  |       |  |  |                   |  |  |                   |  |
|                        |                     | Giacomo I da Carrara  | …                        |  |  |       |  |  |                   |  |  |                   |  |
| Taddea da Carrara      |                     | Giacomo I da Carrara  |                          |  |  |       |  |  |                   |  |  |                   |  |
|                        |                     | Elisabetta Gradenigo  | Pietro Gradenigo         |  |  |       |  |  |                   |  |  |                   |  |
|                        |                     | Elisabetta Gradenigo  | Pietro Gradenigo         |  |  |       |  |  |                   |  |  |                   |  |
|                        |                     | Elisabetta Gradenigo  | Tommasina Morosini       |  |  |       |  |  |                   |  |  |                   |  |
|                        |                     | Elisabetta Gradenigo  |                          |  |  |       |  |  |                   |  |  |                   |  |

### Fonti primarie
- (IT)  Chroniques d'Amadi et de Strambaldi. T. 1.
- (LA)  Rerum Italicarum scriptores, tomus XVI.
- (LA)  Histoire de l'île de Chypre sous le règne des princes de la maison de Lusignan, Volume 2.

### Letteratura storiografica
- (FR)  Les familles d'outre-mer.
- (IT)  Storia di Milano: Cronologia.
- (IT)  Storia di Milano: Personaggi.